# アーコロジー

E. Kevin Schopferによるアーコロジーのコンセプトアート

アーコロジー（アルコロジーとも。英：arcology）とは、高い人口密度で住人が居住している建造物のこと。狭義としては生産・消費活動が自己完結している建造物のことであり、広義としては都市に匹敵する人口を内蔵する建造物のことを言う。アーコロジー (arcology) という単語はアメリカの建築家パオロ・ソレリ(en:Paolo Soleri)が創り出した建築 (architecture) と生態学 (ecology) の混成語である。
1970年よりアメリカ、アリゾナ州のアーコサンティで実験が行われている。

## 概念
昔からSFの世界では巨大建造物が多く登場しているが、ソレリの考えはそのような「人間版蜂の巣」のような代物ではない。ソレリは師であるフランク・ロイド・ライトの考えを継承・発展させ、社会的資源を集中させ資源をより効率的に利用し、都市スペースをコンパクトにすることにより環境が維持できると考えた。
アーコロジーの概念は現在の平面的な広がりを見せ、地球を覆い尽くさんとする都市のあり方へのアンチテーゼである。ソレリは著書 "Arcology:The City in the Image of Man" の中で都市構造の圧縮、つまり都市を立体的にして人を高密度で収容し人の居住地域を限定することで、平面都市では市街地となっていたであろう土地を耕作地・農地としたり、職住近接を実現させ車を不必要とすることで人口過剰や環境劣化という問題の解決を主唱している。

## 現実の展望
現実に存在する物・実現、完成した物を挙げる。
- 宇宙船地球号 - 宇宙全体から見るとちっぽけな地球という環境を一つの宇宙船に例えたもの。アメリカの建築家・思想家バックミンスター・フラーにより1963年に著された『宇宙船地球号操縦マニュアル（Operating manual for Spaceship Earth）』で世界的な話題を呼んだ。この宇宙船は資源が限られ、外からの供給がない。
  - プラネタリー・バウンダリー - 人類が生存できる安全な活動領域とその限界点を定義する概念で、地球の限界、あるいは惑星限界とも呼ばれる。科学者によってプラネタリー・バウンダリーにもとづく政策提案が行われており「SDGs」の内容にも採用された。
- 宇宙ステーション - 宇宙に浮かぶ人工的な閉鎖環境で、数人が長期間住む事が出来る。「スカイラブ」や「国際宇宙ステーション」、「中国宇宙ステーション」などがある。現在計画されているものには「月軌道プラットフォームゲートウェイ」があり、これは将来のスペースコロニーや宇宙移民への一ステップでもある。
- バイオスフィア2 - アメリカ合衆国アリゾナ州オラクルにある地球システム科学の研究施設。地球科学と人工の物質的に閉鎖された生態系の研究に用いられた。

世界中の多くの都市でアーコロジーの建設が提案されたことがある。
- 東京でも多くのアーコロジーが提案されている[2]。
- 上海近郊の崇明県東灘 (Dongtan) で環境に優しく、自己完結した巨大な都市施設の建造が計画されている。それは2010年までに着工し、2040年までに完成させることを目標としている。
- ニューヨークのコープシティ（英語版）（ブロンクス区に存在する、24階 - 33階の住棟で構成される15,372戸の巨大高層住宅団地）では現地内で多彩なサービスが提供されており、それによりコープシティの住人は外に出る必要が無い。これはアーコロジーの特色の1つのため、このコープシティをアーコロジーのプロトタイプと見なすこともできる。
- アメリカのコルドジャンクション（アリゾナ州フェニックスの州間高速道路17号線）の村の近くで、大規模なアーコロジー計画が進行している。それはアーコサンティ（アルコサンティ）という、パオロ・ソレリによって設計されている完全な都市である。しかし、建設資金の不足のため、進展は非常に遅くなっている。

## フィクション

### 小説・コミック
- ウィリアム・H・ホジスンが1912年に小説の「ナイトランド」の中でアーコロジーを出している、そこでは100万年後の未来の地球人を表現した。ピラミッド形のアーコロジーであった。
- ロバート・シルヴァーバーグの小説・内側の世界（The World Inside, 1971年）では、'Urban Monads'と呼ばれる高さ3kmの巨大なアーコロジーが登場する。
- アイザック・アシモフのロボットシリーズでは80億人が暮らす巨大な地下アーコロジーが登場する。
- アーサー・C・クラークの都市と星に、過去の世界の記憶と自己修復機能を持ち、住民が望むほぼ全てを生成するコンピュータ制御の都市『ダイアスパー』が登場する。
- ウィリアム・ギブスンの小説『ニューロマンサー』では企業アーコロジー(Corporate arcologies)について言及される。翻訳版では「環境建築」と翻訳され、それに「アーコロジー」とルビが振ってあった。
- ラリー・ニーヴンとジェリー・パーネル共作のSF小説・忠誠の誓い（Oath of Fealty : 1981年）においてはロサンゼルスの廃墟に作られたアーコロジーが舞台となっている。
- ピーター・F・ハミルトンの《ナイツ・ドーン》三部作においては、地球上の全都市がアーコロジーとなっているのが描かれる。
- アーコロジーは未来を描いた漫画やアニメにしばしば登場する。例えば最終戦争後のサイバーパンク的世界を描いた士郎正宗の『アップルシード』は、アーコロジー的な人工都市オリュンポスが舞台となっている。
- コミックのジャッジ・ドレッドにおいては、未来都市の各区画で出生から死亡時まで賄えるようになっており、アーコロジーの集合体と見ることもできる。
- 池上永一の小説『シャングリ・ラ』では、東京にある、「アトラス」と呼ばれる巨大なアーコロジーが登場する。(小説内では、新しい東京としての空中都市とされている。)

### ゲーム
- シミュレーションゲーム『シムシティシリーズ』では、『シムシティ2000』と2013年版『シムシティ』にてアーコロジー（ゲーム中での表記は『アルコロジー』）が登場。都市の人口が一定以上に達すると建設できるようになる。住宅・商業・工業の各施設を内包した人口密度の高い建物で、ゲーム内で登場する建物の中では最も高度の高い構造物である。

『2000』で登場する4種類のアルコロジーのうち、最後に出現するラウンチ・アルコ（エクソダス・アルコ）は他の惑星に移住するためのもので、建物そのものがロケットのように宇宙空間に向けて発射されることがある。
- ミニチュアゲームの『ウォーハンマー40,000』においては、ハイブス"Hives"と呼ばれるアーコロジーが登場する。ハイブは居住地として、広範囲に作られる。
- コンピュータゲームの『Deus Ex』においては、未来的デザインのアーコロジーがカイロ旧市街地に登場する。
- コンピュータゲームの『Afterlife』においては、神(Heaven)または悪魔(Hell)を担当するプレイヤーは天国(Love Domes)や地獄(Ombibolges)を作ることができる。それらはアーコロジー的な機能を有している。
- TRPGの『シャドウラン』では、舞台となる2050年時点の世界に多数のアーコロジーが存在しており、その大半はメガコーポレーション（巨大多国籍企業）により支配されている。これらは主に、巨大企業がその従業員の生活をあらゆる面でコントロールしたいという欲求によるものである。アーコロジーを扱った主な話題としては、高度なコンピュータ制御システムの暴走により外部から閉ざされたアーコロジー、というものがある。
- RPG『ファイナルファンタジーVII』のミッドガルはスラム街の上に建設されたアーコロジーで、ゲーム・ストーリーの重要な舞台である。
- アクションゲーム『ゴッドイーター』においては、2050年前後から出現した外敵によって荒廃しつつある地球上において（なお作品世界は2071年に設定されている）、その抑止力である外敵と戦う者たちの生活拠点として『アナグラ』というアーコロジーが登場している。ただし、同作品内ではアーコロジーに収容しきれない人々も設定されている。

### 映像作品
- 1965年放送のサンダーバードには、あらゆる施設を備えた高さ3,000mのハイパービルディング『トンプソンビル』が登場し、登場人物から「1つの大きな町」と例えられている。
- リドリー・スコットが監督した1982年の映画『ブレードランナー』では、架空の巨大企業タイレルの本社はアーコロジー内にある。
- オリジナルビデオアニメ『バブルガムクライシス』のゲノムタワーを始めとするいくつかのアーコロジーはタイレル本社ビルから部分的に影響を受けている。
- オリジナルビデオアニメ『モルダイバー』では人々は「複合体(コンプレックス)」と呼ばれる超高層建築物に住み、働き、生を終えるようになっていた。
- 地下の住人を描写したジョージ・ルーカスの初めての映画『THX1138』では「機能障害」のアーコロジーとみなせる。
- SFテレビドラマ『アンドロメダ』第4シーズンのクライマックスでは、単に「アーコロジー」と呼ばれる古い宇宙アーコロジー（スペースコロニー）の周辺の空間で大規模な戦闘が展開される。
- 映画・リベリオンにおいては、人類最後の文明としてアーコロジーのリブリアが登場する。そこでは、治安維持のために強制投薬により居住者の感情が抑制されている。
- SF映画『マトリックス』シリーズで人類に残された最後の都市ザイオンはアーコロジーである。地球の表面と大気圏は核兵器によって傷つけられたため、アーコロジーは大深度地下に建設された。